# Покровський Володимир Миколайович
Володи́мир Микола́йович Покро́вський (1864, Кам'янець-Подільський — 4 квітня 1924, Харків) — український архітектор, єпархіальний архітектор Харківської єпархії (1907—1917), педагог, професор.

## Біографічні відомості

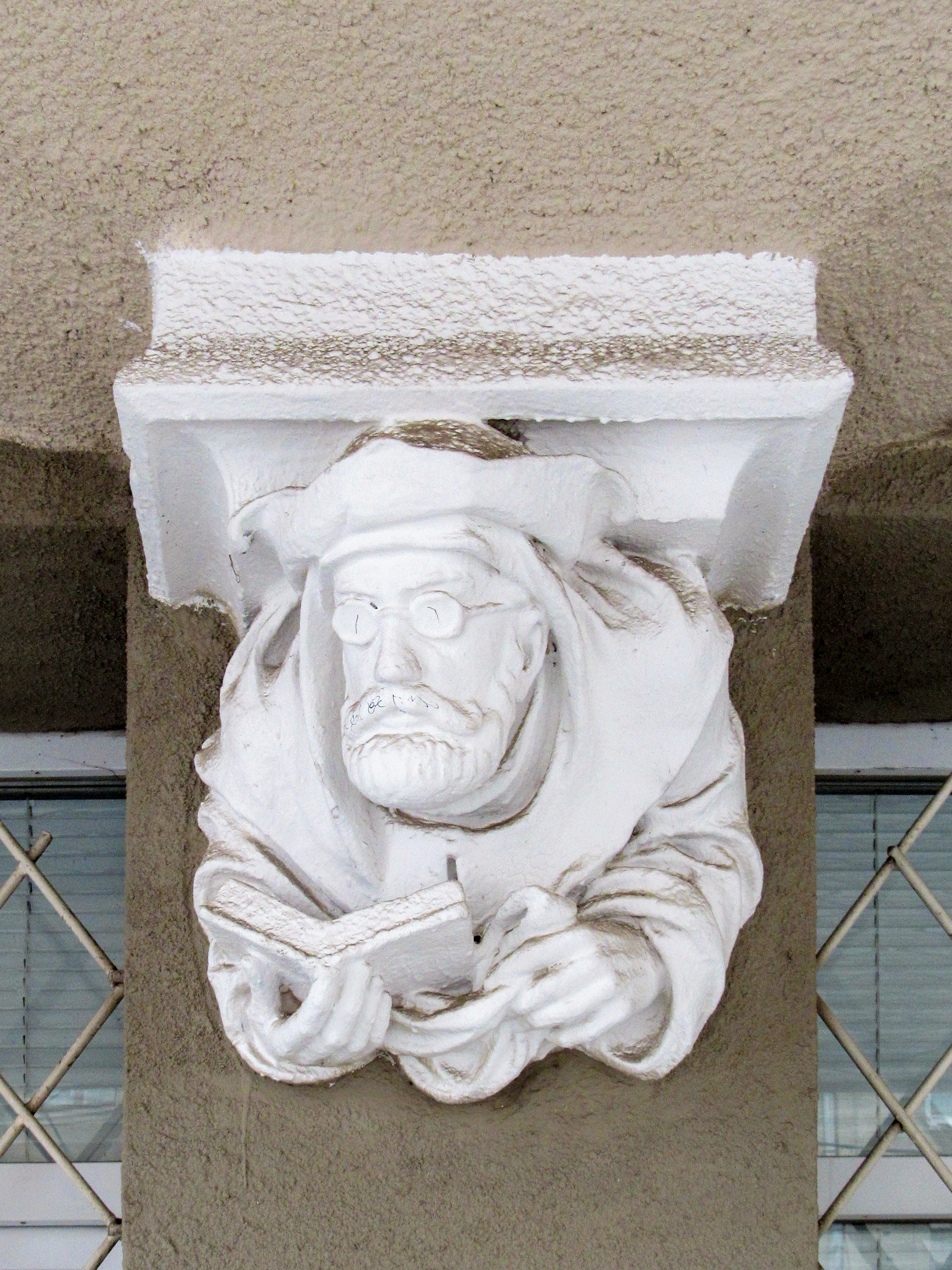
Скульптура архітектора Покровського на харківському «Будинку з химерами»

Володимир Миколайович Покровський народився 1864 року у місті Кам'янець-Подільський. Закінчив Імператорську Академію мистецтв у Санкт-Петербурзі у 1888 році із золотою медаллю. За роботу «Посольський дім» отримав звання класного художника І ступеня (1890). Після завершення навчання певний час працював у Варшаві. Спочатку обіймав посаду архітектора Варшавсько-Холмської єпархії, однак залишив її після революційних подій 1905 року через загрозу безпеці своєї родини. Деякий час працював у московській межовій канцелярії. У 1906 році звернувся до харківського архієпископа Арсенія з проханням про призначення єпархіальним архітектором. Після затяжної хвороби, а згодом і смерти, попередника — архітектора Володимира Християновича Нємкіна — у 1907 році отримав цю посаду.
З початку діяльности в Харкові Покровський став активним учасником містобудівного життя міста. Його першим проєктом стала Трьохсвятительська (Гольбергівська) церква при Курязькому чоловічому монастирі. Згодом за його проєктами звели дзвіницю Мироносицької церкви, будівлі Єпархіального музею, бібліотеки, готелю, приватної жіночої гімназії, а також низку особняків і прибуткових будинків. Покровський мав репутацію активного та вимогливого архітектора: для поїздок по губернії придбав автомобіль і був членом Південноросійського автомобільного клубу. Він став одним із перших харківців, оштрафованих за порушення правил дорожнього руху.
У 1909 році архітектор вирішив звести прибутковий будинок, в якому мешкав зі своєю родиною. Будівництво завершили в 1911 році, а в 1913-му через фінансові труднощі він продав будинок Георгію Пітрі, залишивши за собою одну з квартир як орендар.
З 1917 року Покровський залишив посаду єпархіального архітектора і почав працювати разом з академіком Олексієм Миколайовичем Бекетовим у Споживчому товаристві Півдня Росії. Під час влади Добровольчої армії входив до складу Харківської міської думи від партії прогресистів. Восени 1919 року читав лекції («Основи кам'яної конструкції») на Вільному факультеті мистецтв (головою якого був професор Ф. Шміт). У 1921 році його звинуватили у співпраці з Добровольчою армією, але згодом усі обвинувачення були зняті. За участі Покровського було відкрито архітектурний факультет Харківського художнього інституту, професором якого він був обраний з 1922 року. З 1917 і до своєї смерті також був викладачем Харківського Технологічного інституту.

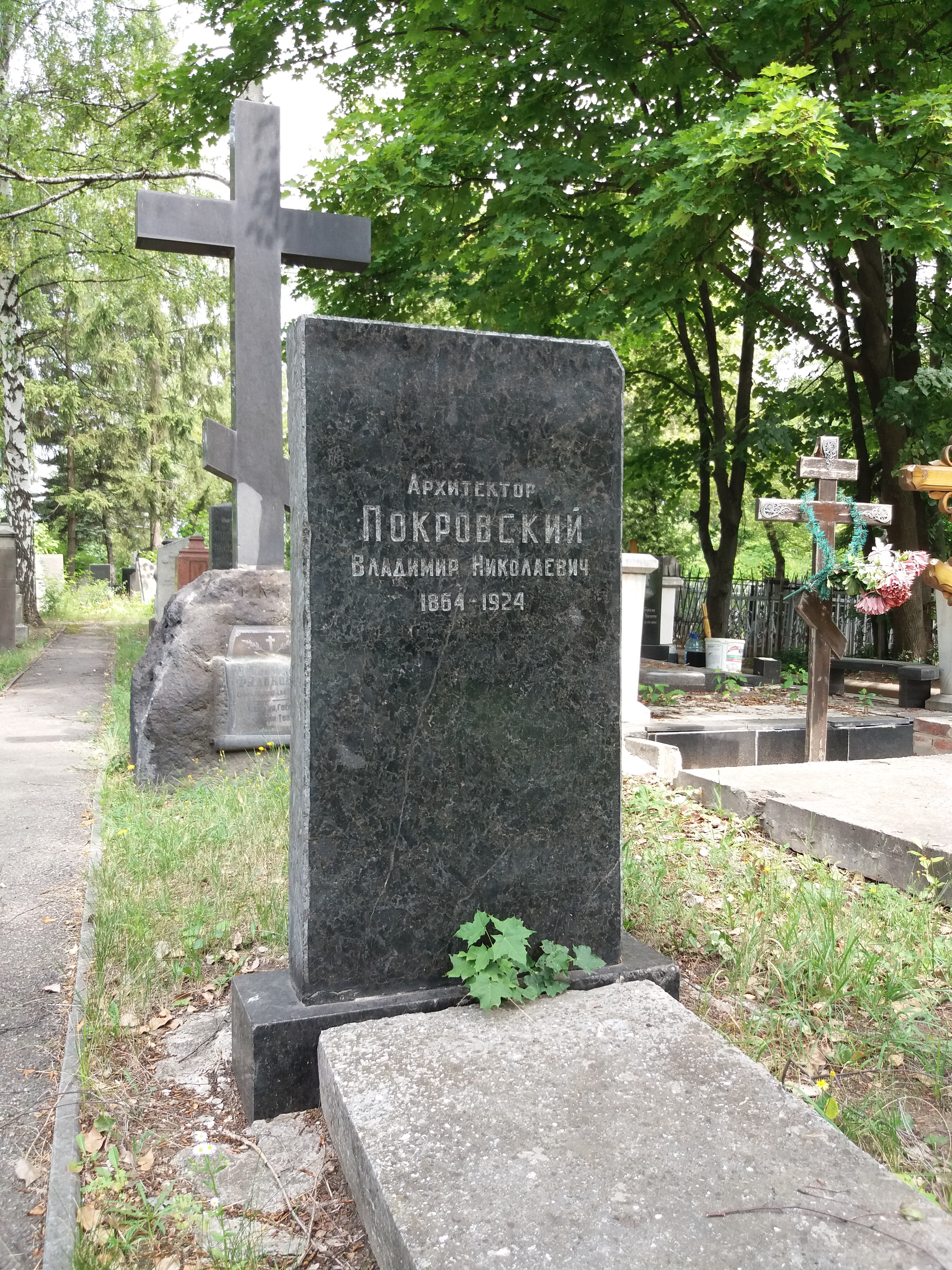
Могила В. М. Покровського на 13-му кладовищі

Володимир Покровський помер 4 квітня 1924 р., первісно його поховали на Івано-Усікновенському кладовищі, а після його знищення могилу перенесли на 13-те міське кладовище. Його могила є пам'яткою історії місцевого значення (охоронний №.

## Творчість
За проєктами Покровського зведено низку цікавих будівель Харкова, зокрема — будинок Історичного музею (передано нині монастирю). Окрім цього, за його проєктами побудовано храми в багатьох населених пунктах Харківської губернії, зокрема Вознесенську церкву в селі Борщівка в 1913 році. Також його роботи є у Сумській, Київській та Луганській областях.

### Будівлі-пам'ятки архітектури в Харкові

#### Суспільні споруди
- 1889 — Магазин Жирардовської мануфактури (нині частина Покровського монастиря), вулиця Університетська, 10, охоронний  № 7454-Ха[4]. Реконструкція з В. Х. Нємкіним.
- 1912 — Готель, вул. Різдвяна, 7, охоронний  № 7361-Ха
- 1912 — Єпархіальний музей старожитностей (нині Радіоастрономічний інститут НАН України), вулиця Мистецтв, 4, охоронний  № 7227-Ха
- 1913 — Єпархіальне жіноче училище, вулиця Григорія Сковороди, 79[5][6]
- 1914 — Приватна жіноча гімназія або Будинок з химерами (нині Навчальний корпус академії мистецтв), вулиця Чернишевська, 79, охоронний  № 7491-Ха

#### Житлові будинки
- 1911—1913 — Житлові будинки, вулиця Ґарета Джонса, 8/1, 8/2, охоронний  № 7388-Ха. Співавтор Л. Т. Леневич[7].
- 1913 — Житловий будинок, вулиця Конторська, 7, охоронний  № 7131-Ха
- 1913 — Власний житловий будинок, вулиця Чернишевська, 66, охоронний № 7490-Ха

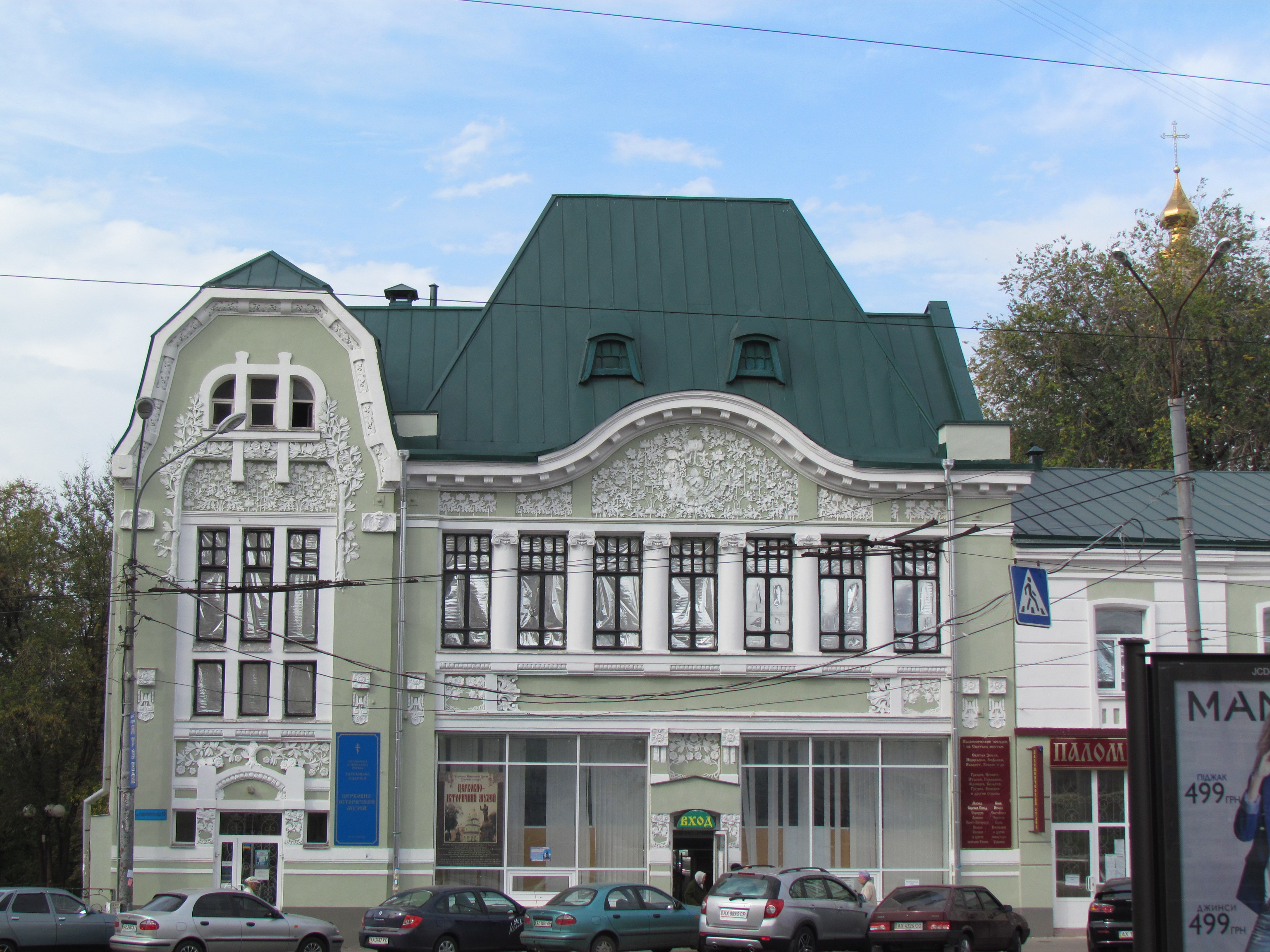
Магазин (1889) вул. Університетська, 10
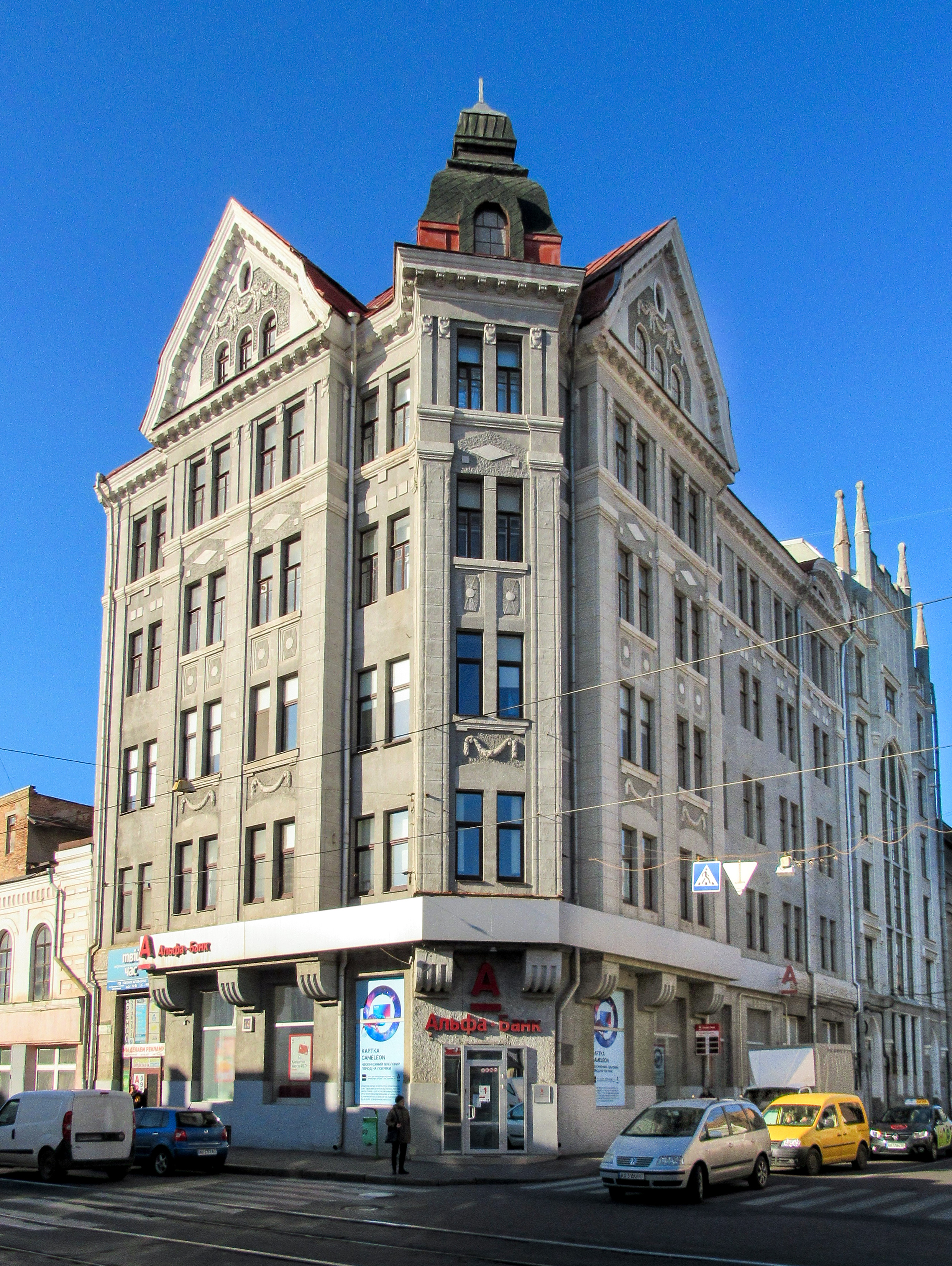
Готель (1912) вул. Різдвяна, 7
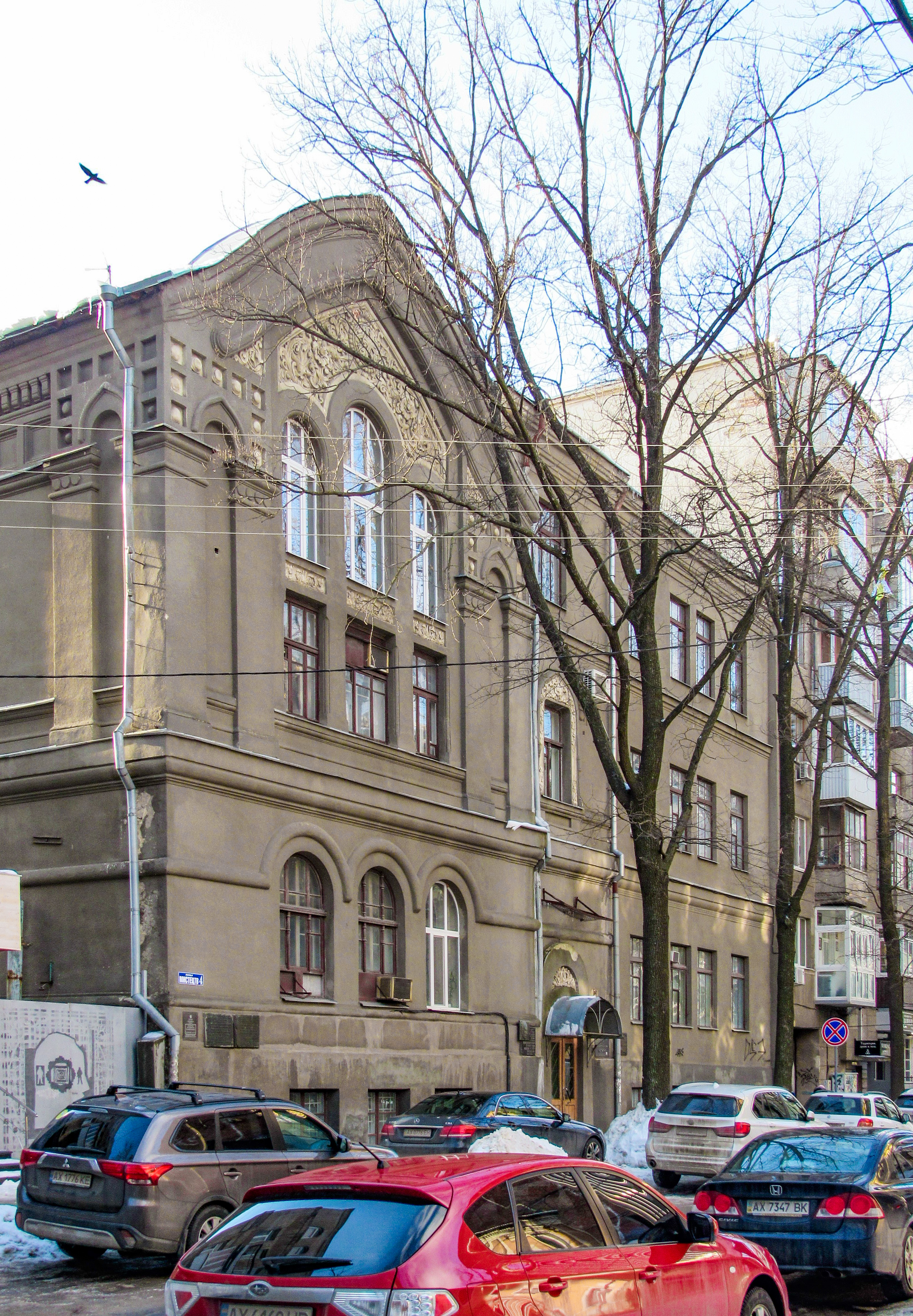
Єпархіальний музей старожитностей (1912) вул. Мистецтв, 4
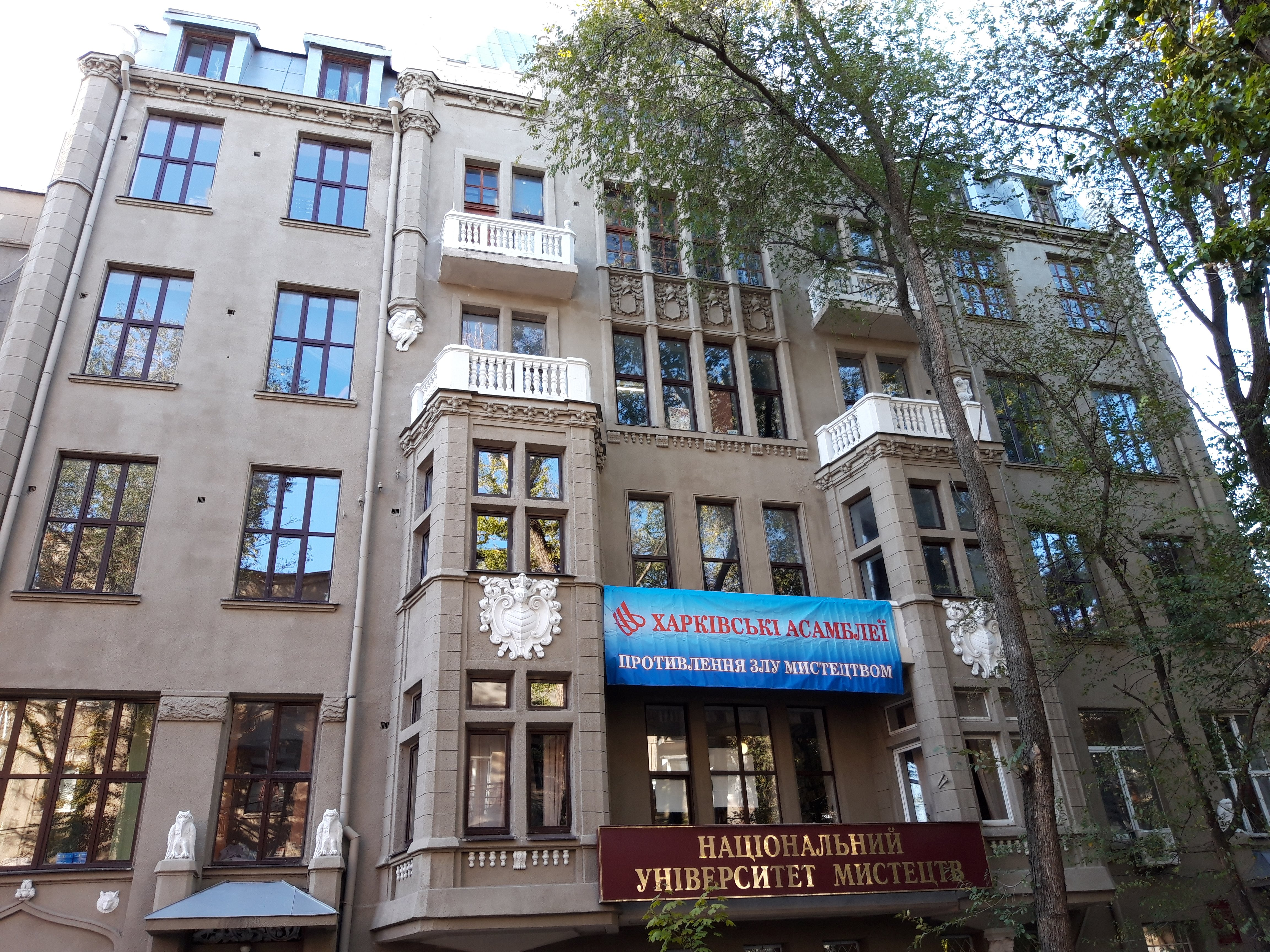
Будинок з химерами (1914) вул. Чернишевська, 79
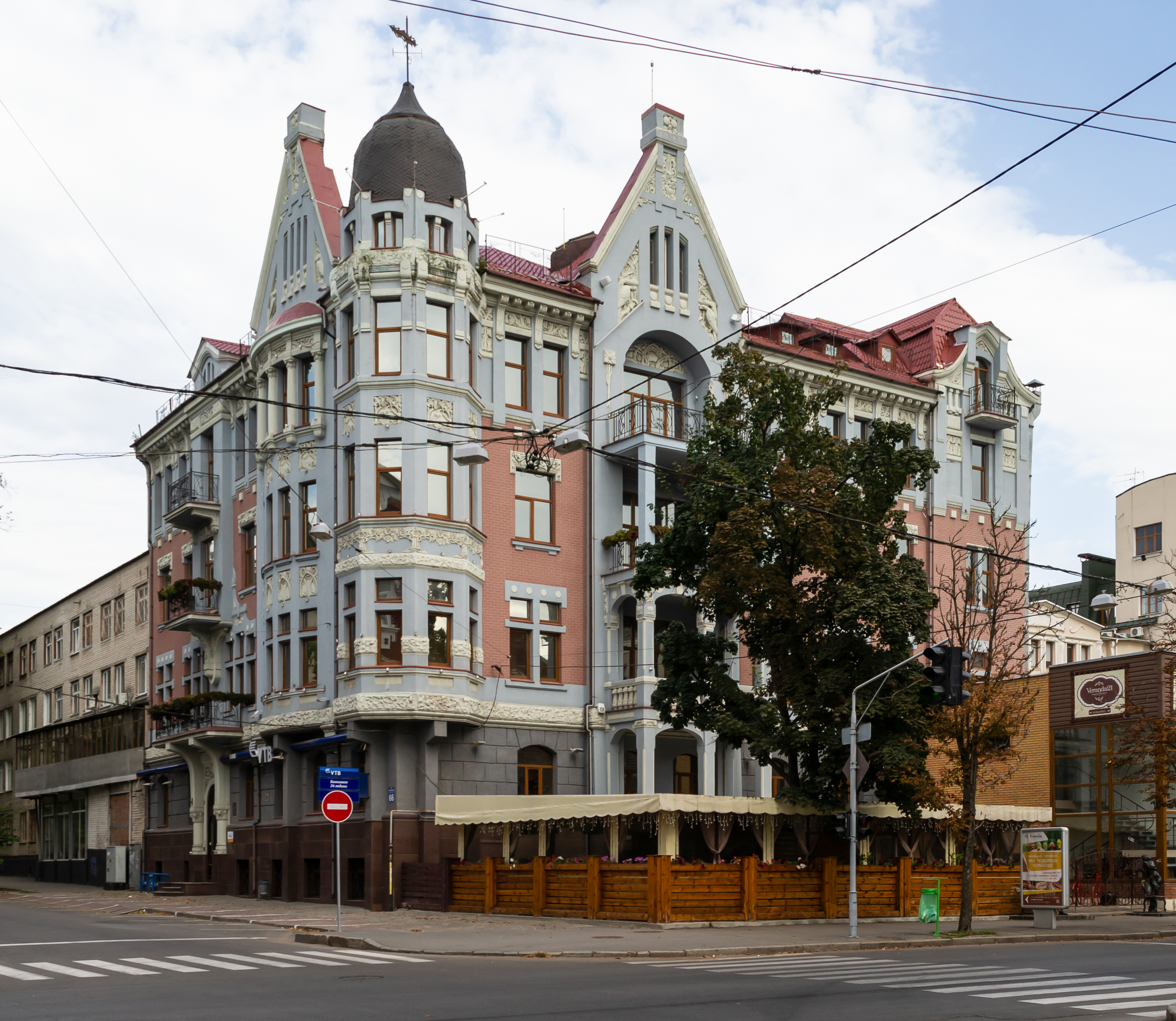
Житловий будинок (1913) вул. Чернишевська, 66

#### Церкви
- 1912 — Церква Казанської ікони Божої Матері (Серафімівська), вулиця Курилівська, 78, охоронний № 7181-Ха. Проєкт В. Х. Нємкіна.
- 1914 — Трьохсвятительська Церква, вулиця Гольдбергівська, 101, охоронний № 7052-Ха. Проєкт М. І. Ловцова

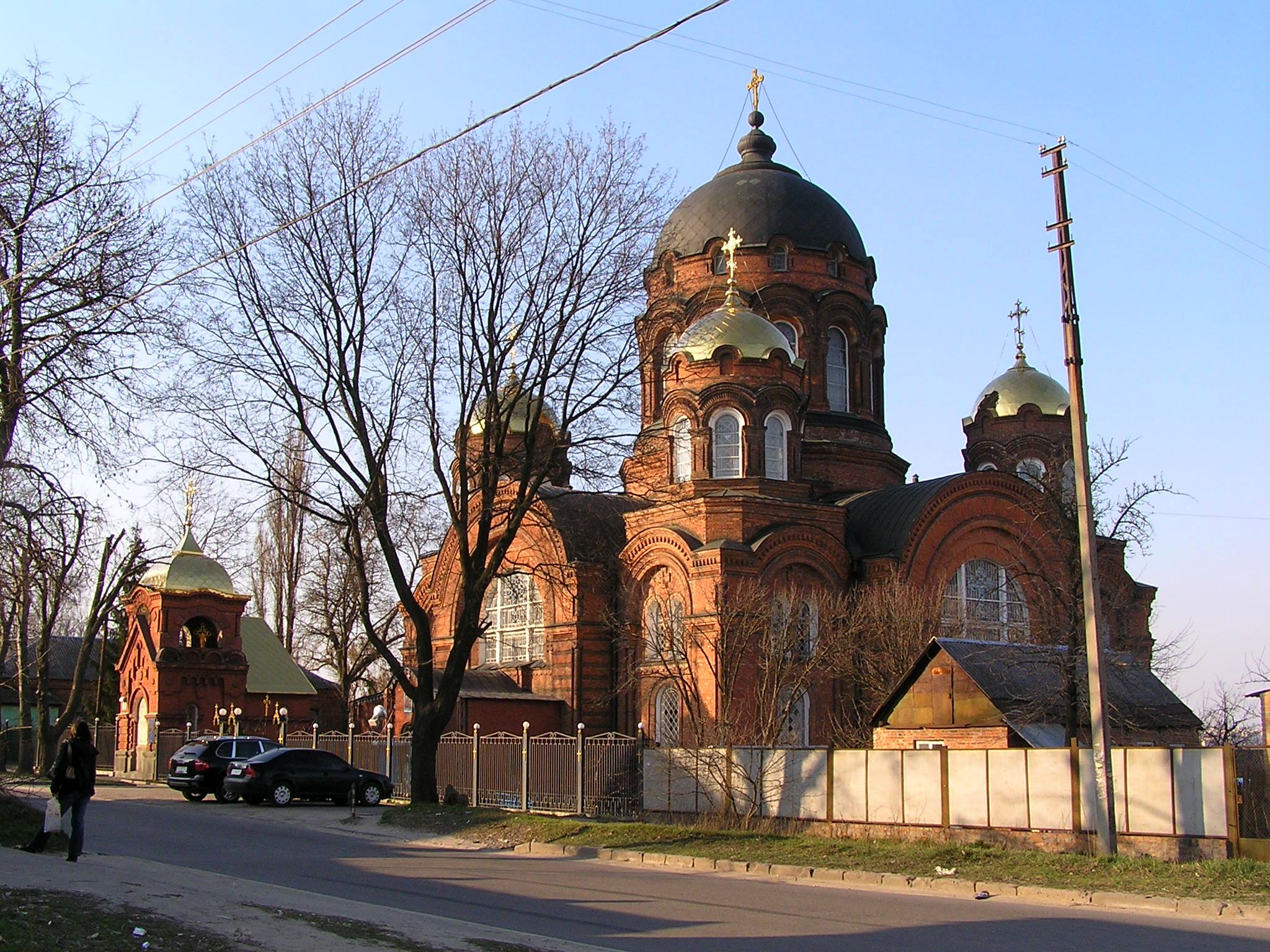
Церква Казанської ікони Божої матері (1912)
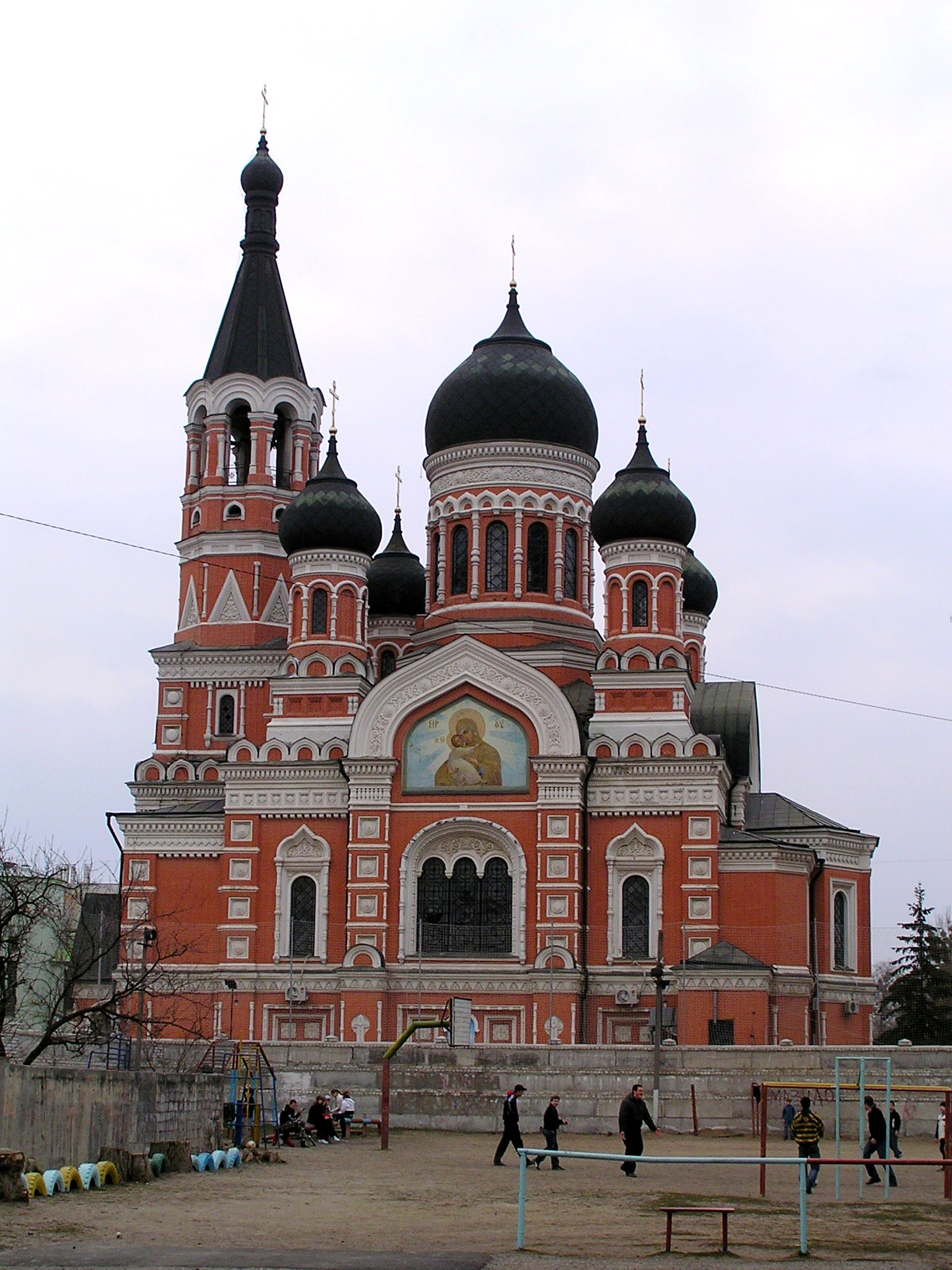
Трьохсвятительська церква (1914) вул. Гольберівська, 101